# TMC2
TMC2‏ (Transmembrane channel like 2) هوَ بروتين يُشَفر بواسطة جين TMC2 في الإنسان.